# Лі Чан Мін (футболіст)
Лі Чан Мін (кор. 이창민, нар. 20 січня 1994, Південна Корея) — південнокорейський футболіст, півзахисник клубу «Чеджу Юнайтед».
Виступав, зокрема, за клуби «Букеон Фк», «Кьоннам» та «Єоннам Драгонс», а також олімпійську збірну Південної Кореї.

## Клубна кар'єра
У дорослому футболі дебютував 2014 року виступами за команду клубу «Пучхон», в якій провів один сезон. Під час цього періоду двічі віддався до оренди: до клубів «Кьоннам» та «Чоннам Дрегонс».
2016 року приєднався до складу клубу «Чеджу Юнайтед».

## Виступи за збірні
2012 року дебютував у складі юнацької збірної Південної Кореї, взяв участь у 5 іграх на юнацькому рівні.
Протягом 2013—2016 років залучався до складу молодіжної збірної Південної Кореї. На молодіжному рівні зіграв у 18 офіційних матчах, забив 1 гол.
2016 року захищав кольори олімпійської збірної Південної Кореї. У складі цієї команди провів 2 матчі. У складі збірної — учасник футбольного турніру на Олімпійських іграх 2016 року у Ріо-де-Жанейро.

## Титули і досягнення
- Переможець Юнацького (U-19) кубка Азії: 2012
- Переможець Кубка Східної Азії: 2017